# 金正寬
金正寬（？—），又译为金正官，朝鲜政治人物，朝鮮民主主義人民共和國國防省第一副相、朝鮮勞動黨中央委員會委員、大将軍銜及最高人民會議代議員。

## 生平
金正寬的早期事跡不明。韩国方面对其记载开始于2007年，当年4月14日，晋升为少将。2009年3月8日，在第334号选区当选为最高人民会议第12届代议员。在某个不确定的时间晋升为中将。随后在2013年，降为少将。同年12月，晋升人民军中将
。2014年3月9日，在113号小白山选区当选为最高人民会议第13届代议员。2014年6月，升任人民武力部普通建设部副部长，2015年11月，担任逝世的朝鲜元老李乙雪的国葬委员会委员。2016年5月9日，党中央委员会委员。
他曾經是朝鮮人民軍中將及人民武力部普通建設部副部長。2016年5月獲任命為朝鮮勞動黨中央委員會委員。2019年3月，當選該屆最高人民會議選舉代議員。同年12月，因主導元山葛麻海岸旅遊區和陽德溫泉文化休養地等建設工作有功而晉升為人民武力部部長。翌年4月，出任國務委員會委員。2021年2月晉升為次帥。
2021年6月29日，受李炳哲、朴正天被整肃事件牵连，金正宽被免去国防相一职，由原社会安全相李永吉接任，军衔连降两级降为上将。根据2022年的报道，金正宽已被降为国防省第一副相。2022年4月14日，金正官军衔晋升为大将。

## 資料來源
1. ↑  . 韩联社.   [2023-08-02]. （原始内容存档于2023-08-02）.
2. ↑  . Nocut News. 2016-05-10  [2020-01-22]. （原始内容存档于2018-06-12） （韩语）.
3. ↑  . 統一新聞. 2019-03-12  [2019-03-13]. （原始内容存档于2019-03-13） （韩语）.
4. ↑  . 中央日報. 2020-01-22  [2020-01-22] （韩语）.
5. ↑  . 勞動新聞. 2020-04-13  [2019-04-14]. （原始内容存档于2019-04-14） （中文）.